# 37432 Piszkéstető
A 37432 Piszkéstető (ideiglenes jelöléssel 2002 AE11) a Naprendszer kisbolygóövében található aszteroida. Sárneczky Krisztián és Heiner Zsuzsanna fedezte fel 2002. január 11-én. A magyar felfedezők tiszteletére a Mátra 5., Magyarország 15. legmagasabb hegycsúcsának, a Piszkés-tetőnek a nevét kapta.